# كم نام جو
كيم نام جو (هانغل: 김남주؛ ولدت 15 أبريل 1995) و هي المغنية الكورية الجنوبية وراقصة، وهي مغنية راب وراقصة في فرقة الفتياة الكورية أي بينك التي أنشأتها شركة كيوب إنترتينمنت . وهي أيضا عضوة في Pink BnN , وهي الفرقة الفرعية ل اي بينك .

## السيرة الذاتية
ولدت كيم نام جو في 15 أبريل 1995 في سيول، كوريا الجنوبية، وهي الطفلة الوحيد، لقد حضرت كيم حضانة Dong Myung ، مدرسة وون ميونج الابتدائية ومدرسة سيول الإعدادية وسيول مدرسة ثانوية للفنون المسرحية، جنبا إلى جنب مع زملاتها عضوات أي بينك. تخرجت من المدرسة الثانوية في 10 فبراير 2014.

## وصلات خارجية
- كم نام جو على موقع IMDb (الإنجليزية)
- كم نام جو على موقع ميوزك برينز (الإنجليزية)
- كم نام جو على موقع قاعدة بيانات الفيلم (الإنجليزية)